# Asaccus granularis
Asaccus granularis es una especie de reptiles escamosos pertenecientes a la familia Phyllodactylidae.

## Distribución geográfica y hábitat
Es endémica de la provincia de Lorestán, al oeste de Irán. Su rango altitudinal oscila entre 1100 y 1800 m s. n. m..